# Наумов, Дмитрий Алексеевич
Дмитрий Алексеевич Нау́мов (1830—1895) — русский юрист, земский деятель.

## Биография
Родился в 1830 году.
В 1852 году окончил юридический факультет Московского университета, а через четыре года получил степень магистра международного права за диссертацию «Консульское право Европы и Америки». С 1859 года служил в Московском цензурном комитете. Спустя два года стал чиновником особых поручений Московского учебного округа.
В 1865 году был избран председателем созданной Московской губернской земской управы и состоял в этой должности 28 лет, с самого открытия земских учреждений. Кроме того, был секретарём, а затем вице-президентом Московского общества сельского хозяйства, товарищем председателя Московского музея прикладных знаний, а также постоянным членом комитета Московского политехнического музея, директором его Сельскохозяйственного отдела, первым председателем Правления музея. Вышел в отставку в 1893 году, а спустя два года скончался.
В 1899 году был выпущен «Сборник постановлений Московского губернского земского собрания, посвященный памяти Дмитрия Алексеевича Наумова» (М.: Т-во «Печатня С. П. Яковлева»).

## Достижения
Во времена начальства Наумова московское земство провело тщательное санитарно-техническое исследование фабрик и заводов, действовавших на территории Московской губернии, в том числе Константиновской бумагопрядильной фабрики, Пахринской мукомольной мельницы купца Леонова, Камкинской каменной ломки и др. В 1886 году Дмитрий Алексеевич пожертвовал каменные флигели родового имения в домодедовском селе Кузьминское для устроения в них знаменитой губернской земской больницы.
Будучи неустанным тружеником, Наумов выбирал людей под стать себе: статистиков В. И. Орлова и Н. А. Каблукова, гигиенистов Ф. Ф. Эрисмана и Е. А. Осипова. При Наумове не было ни одной отрасли земского дела, по которой Московская губерния не занимала бы первого места в империи. Его часто вызывали в Петербург для участия в комиссиях по различным государственным вопросам. Также работал в Кахановской комиссии, в направлении, противоположном тому, что взяло верх в процессе преобразования местных судебно-административных и хозяйственных учреждений.